# Cobb (Wisconsin)
Cobb ist eine Gemeinde (mit dem Status „Village“) im Iowa County im US-amerikanischen Bundesstaat Wisconsin. Im Jahr 2010 hatte Cobb 458 Einwohner.
Cobb ist Bestandteil der Metropolregion Madison.

## Geografie
Cobb liegt im Südwesten Wisconsins. Der am Mississippi gelegene Schnittpunkt der drei Bundesstaaten Minnesota, Iowa und Wisconsin befindet sich 126 km nordwestlich. Nach Illinois sind es 63 km in südlicher Richtung.
Die geografischen Koordinaten von Cobb sind 42°58′03″ nördlicher Breite und 90°19′46″ westlicher Länge. Das Gemeindegebiet erstreckt sich über eine Fläche von 2,15 km². Der Ort wird vollständig von der Town of Eden umschlossen, ohne dieser anzugehören.
Nachbarorte von Cobb sind Dodgeville (17,4 km östlich), Linden (9,3 km südöstlich), Mineral Point (21,1 km in der gleichen Richtung), Rewey (19,1 km südsüdwestlich), Livingston (15,5 km südwestlich), Montfort (9,1 km westlich) und Highland (11,5 km nordnordwestlich).
Die nächstgelegenen größeren Städte sind La Crosse (150 km nordnordwestlich), Green Bay (309 km nordöstlich), Wisconsins Hauptstadt Madison (86,5 km ostnordöstlich), Rockford in Illinois (155 km südöstlich), die Quad Cities in Iowa und Illinois (186 km südsüdwestlich) und Cedar Rapids in Iowa (186 km südwestlich).

## Verkehr
In Cobb treffen der U.S. Highway 18, der Wisconsin State Highway 80 und der County Highway G zusammen. Alle weiteren Straßen sind untergeordnete Landstraßen, teils unbefestigte Fahrwege sowie innerörtliche Verbindungsstraßen.
Mit dem Iowa County Airport liegt 15,5 km südöstlich ein kleiner Flugplatz. Die nächsten Verkehrsflughäfen sind der Dane County Regional Airport in Wisconsins Hauptstadt Madison (96,3 km ostnordöstlich), der Chicago Rockford International Airport (165 km südöstlich) und der Dubuque Regional Airport in Iowa (85,2 km südsüdwestlich).

## Bevölkerung
Nach der Volkszählung im Jahr 2010 lebten in Cobb 458 Menschen in 199 Haushalten. Die Bevölkerungsdichte betrug 213 Einwohner pro Quadratkilometer. In den 199 Haushalten lebten statistisch je 2,3 Personen. 
Ethnisch betrachtet setzte sich die Bevölkerung zusammen aus 98,3 Prozent Weißen, 1,1 Prozent Asiaten sowie 0,7 Prozent aus anderen ethnischen Gruppen. Unabhängig von der ethnischen Zugehörigkeit waren 0,2 Prozent (eine Person) der Bevölkerung spanischer oder lateinamerikanischer Abstammung. 
22,7 Prozent der Bevölkerung waren unter 18 Jahre alt, 60,7 Prozent waren zwischen 18 und 64 und 16,6 Prozent waren 65 Jahre oder älter. 50,2 Prozent der Bevölkerung war weiblich.
Das mittlere jährliche Einkommen eines Haushalts lag bei 39.375 USD. Das Pro-Kopf-Einkommen betrug 21.486 USD. 6,8 Prozent der Einwohner lebten unterhalb der Armutsgrenze.